# Scorias
Scorias är ett släkte av svampar. Scorias ingår i familjen Capnodiaceae, ordningen Capnodiales, klassen Dothideomycetes, divisionen sporsäcksvampar och riket svampar.
|         | Capnodium                           |
|         |                                     |
|         | Polychaeton                         |
|         |                                     |
|         | Polychaetella                       |
|         |                                     |
|         | Tripospermum                        |
|         |                                     |
|         | Trichomerium                        |
|         |                                     |
|         | Scolecoxyphium                      |
|         |                                     |
|         | Phaeoxyphiella                      |
|         |                                     |
|         | Ciferrioxyphium                     |
|         |                                     |
|         | Ceramoclasteropsis                  |
|         |                                     |
|         | Callebaea                           |
|         |                                     |
|         | Anopeltis                           |
|         |                                     |
|         | Acanthorus                          |
|         |                                     |
|         | Scoriadopsis                        |
|         |                                     |
|         | Apiosporium                         |
|         |                                     |
|         | Capnophaeum                         |
|         |                                     |
|         | Fumagospora                         |
|         |                                     |
|         | Echinothecium                       |
|         |                                     |
|         | Leptoxyphium                        |
|         |                                     |
|         | Aithaloderma                        |
|         |                                     |
|         | Phragmocapnias                      |
|         |                                     |
| Scorias | \| \| Scorias spongiosa \| \| \| \| |
|         | \| \| Scorias spongiosa \| \| \| \| |
|         | Hyaloscolecostroma                  |
|         |                                     |
|         | Limaciniaseta                       |
|         |                                     |
|         | Plurispermiopsis                    |
|         |                                     |
|         | Fumiglobus                          |
|         |                                     |
|         | Scorias spongiosa                   |
|         |                                     |

|  | Scorias spongiosa |
|  |                   |